# Armeria alpina
Armeria alpina — вид квіткових рослин з родини кермекових (Plumbaginaceae). Ареал: Албанія, Болгарія, Словаччина, Франція, Румунія, Іспанія, Україна, Словенія, Сербія, Косово.

## Середовище
Росте на галявинах, на кам'янистих терасах і кам'янистих схилах, в альпійському ярусі гір, до висоти близько 3000 метрів.

## Біоморфологічний опис
Багаторічна трав'яниста рослина з потужним кореневищем, 5–25 см заввишки, лінійно-ланцетні, 1–3-жилкові листки в прикореневій розетці, стебло пряме, голе, закінчується китицею квіток, приквітки темно-коричневі, чашечка воронкоподібна, віночок від рожевого до червоного забарвлення.